# Интерактивная журналистика
Интерактивная журналистика (англ. interactive journalism) — это современный вид журналистики, благодаря которому аудитория, свидетели каких-либо событий, могут вносить вклад в медиапространство и взаимодействие СМИ и человека. В интерактивной журналистике активно используются современные технологии, в частности, например, Web 2.0, когда сами пользователи создают контент. Ранее бумажные газеты были единственным источником, оперативно предоставляющим новости. Теперь же они все менее и менее востребованы на рынке и переходят в интернет, ведь именно там сейчас находится вся аудитория, которая, узнав там новости, продолжает их оперативно обсуждать на форумах и в комментариях.

## Общая характеристика интерактивной журналистики
СМИ сейчас встали перед выбором: являться популярным, доступным источником информации или же уйти с рынка. Новостные компании сейчас выбрали курс на конвергенцию. Конвергенция заключается в том, что при создании материалов используются социальные сети (например, цитируются мнения некоторых пользователей), видеофайлы (например, снятые очевидцами видео, клипы, созданные специально для того или иного сюжета), графику. Происходит конвергенция медиа и рядовых пользователей, которые профессионально не заняты в СМИ.
Интерактивная журналистика напрямую связана с такой наукой, как история, поскольку ее результат — это, по сути, современные летописи, по которым потомки смогут описать нашу историю.
Однако в XXI веке проблема для СМИ заключается в том, что общество может больше не зависеть от новостей, а может самостоятельно рассказывать новости.

## Блоги как форма интерактивной журналистики
Одним из самых популярных инструментов интерактивной журналистики являются блоги, которые позволяют публиковать новостные сообщения очевидцев или тех, кто обладает опытом или интересом к определённой предметной области. Блогеры часто цитируют и ссылаются на основные статьи новостей, а основные журналисты часто получают идеи из блога, который они контролируют. Формат блога позволяет читателям добавлять дополнительную информацию или исправления.
В качестве популярного и успешного блога можно рассмотреть «The Huffington Post». Он даже называется по аналогии с печатными новостными изданиями. Данный блог анализирует новости в разных сферах, начиная с развлечений и заканчивая политикой. Данный блог существует с 2005 г., причем уже через год в этот блог было проинвестировано 5 миллионов долларов крупным банком. Уже через 6 лет после создания данный банк приобрела крупная компания, причем одна из основательниц данного блога получила в этой компании крупный пост, связанный с развитием блога.
«TechCrunch» — блог, связанный с технологиями, также созданный в 2005 г. Данный блог переводится на несколько языков. Стоимость данного блога составляет около 100 миллионов долларов. Данный блог интегрирован в общество: на его базе проходят офлайн-конференции, «битвы стартапов», организовываются доклады на тему информационных технологий.

## Мобильные приложения как форма интерактивной журналистики
Ввиду того, что в современности люди все активнее используют телефоны, которые перестали быть просто средством связи между людьми, но и стали средством связи людей с внешним миром. Мобильные новостные приложения — удобные средства в плане скорости доступа, оперативности пополнения информацией, возможности сортировки новостей по интересам. Некоторые приложения позволяют сохранять новости для изучения офлайн. Также приложения позволяют такие способы обработки информации, как, например, визуализация новостей на карте мире, чтобы пользователь мог выбирать новости интересующей его страны. В качестве примера успешных новостных приложений можно привести Feedly, News360, Newsy, NowThisNews, NewsMap.

## Критика
Бывший глава отдела интерактивной журналистики The New York Times Арон Пилхофер считает, что интерактивные материалы должны быть в приоритете современных СМИ. В некоторых случаях материал лучше подавать в виде инфографики, чем в повествовательной форме. Какая-то информация должна быть рассказана самими читателями. Например, на выборах президента США 2012 года обычные люди присылали фотографии с избирательных участков в Instagram по просьбе The New York Times. Такая подача материала оказалась интереснее, чем использование профессиональных фотографий.
Для того, чтобы интерактивная журналистика продолжала свое существование в будущем, журналистам необходимо учиться у программистов и разработчиков придумывать что-то новое и улучшать. «Журналистам нужно учиться расширять горизонты, понимать, как подать ту или иную историю».